# Dunières
Dunières (okzitanisch: Dunèiras) ist eine französische Gemeinde mit 2.623 Einwohnern (Stand: 1. Januar 2022) im Département Haute-Loire in der Region Auvergne-Rhône-Alpes. Sie gehört zum Arrondissement Yssingeaux und ist Mitglied im Gemeindeverband Haut Pays du Velay Communauté. Die Einwohner werden Dunièrois und Dunièroises genannt.

## Geografie

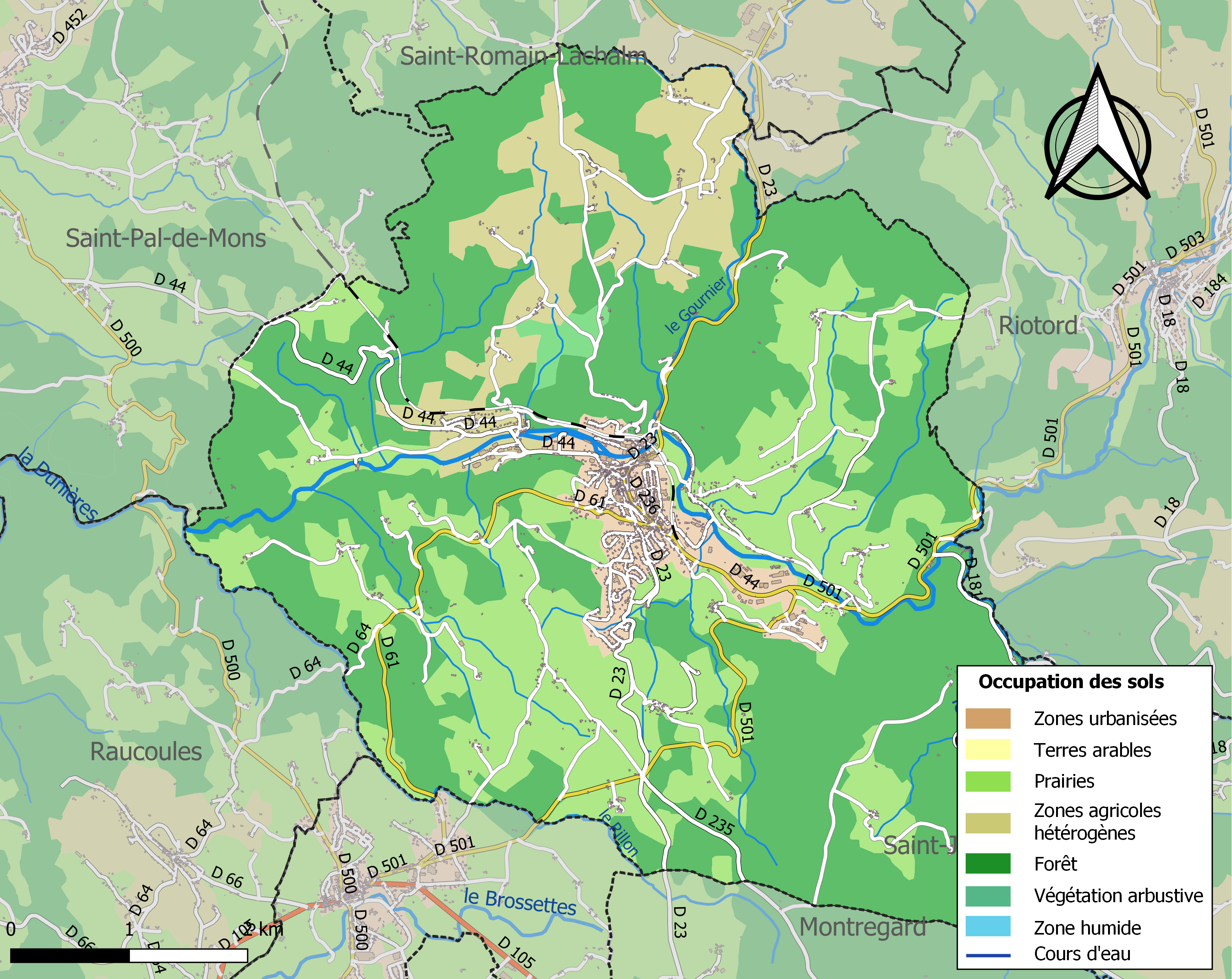
Bodennutzung, Hydrografie und Infrastruktur der Gemeinde (2018)

Dunières liegt in der Région naturelle Velay, einer Landschaft im Südosten der Auvergne im Zentralmassiv, etwa 115 Kilometer ostsüdöstlich von Clermont-Ferrand und etwa 25 Kilometer südsüdwestlich von Saint-Étienne. Die Gemeinde befindet sich im Einzugsgebiet der Loire und wird von der Dunières von Ost nach West durchströmt. Das Flüsschen Gournier mündet beim Zentrum in die Dunières. Das Zentrum erstreckt sich auf einer Höhe von etwa 750 m, das Gelände ist hügelig mit zahlreichen Einschnitten durch die Täler von Zuflüssen der Dunières und Höhen von über 1000 m im Norden und im Süden.
Etwa 56 % der Fläche der Gemeinde sind bewaldet oder naturbelassen, etwa 40 % werden landwirtschaftlich genutzt.
Dunières wird umgeben von den Nachbargemeinden Saint-Romain-Lachalm im Norden, Riotord im Osten, Saint-Julien-Molhesabate im Südosten, Montregard im Süden, Montfaucon-en-Velay und Raucoules im Südwesten sowie Saint-Pal-de-Mons im Westen und Nordwesten.

## Geschichte
Dunières entstand in einem heiteren Tal, im Schatten einer alten gallischen Zitadelle. In der gallorömischen Zeit gewährleistete diese Festung die Sicherheit der Wege auf einer Handelsroute, die vom Rhonehafen Saint-Pierre-de-Boeuf zu den Häfen des Loiretals führte. Später wurde eine befestigte Burg errichtet, die Papst Alexander III. 1164 unter die Abhängigkeit des Bischofs von Puy, Graf von Velay, stellte. Im 13. Jahrhundert gab die Allianz von Retourtour und de la Roue der Gemeinde ihre Identität in Form ihres Wappens. Der berühmteste und doch am wenigsten empfehlenswerte Seigneur von Dunières bleibt Gaspard d’Espinchal (1619–1686), dessen unzählige Possen einst die Geschichten der Abende befeuerten.

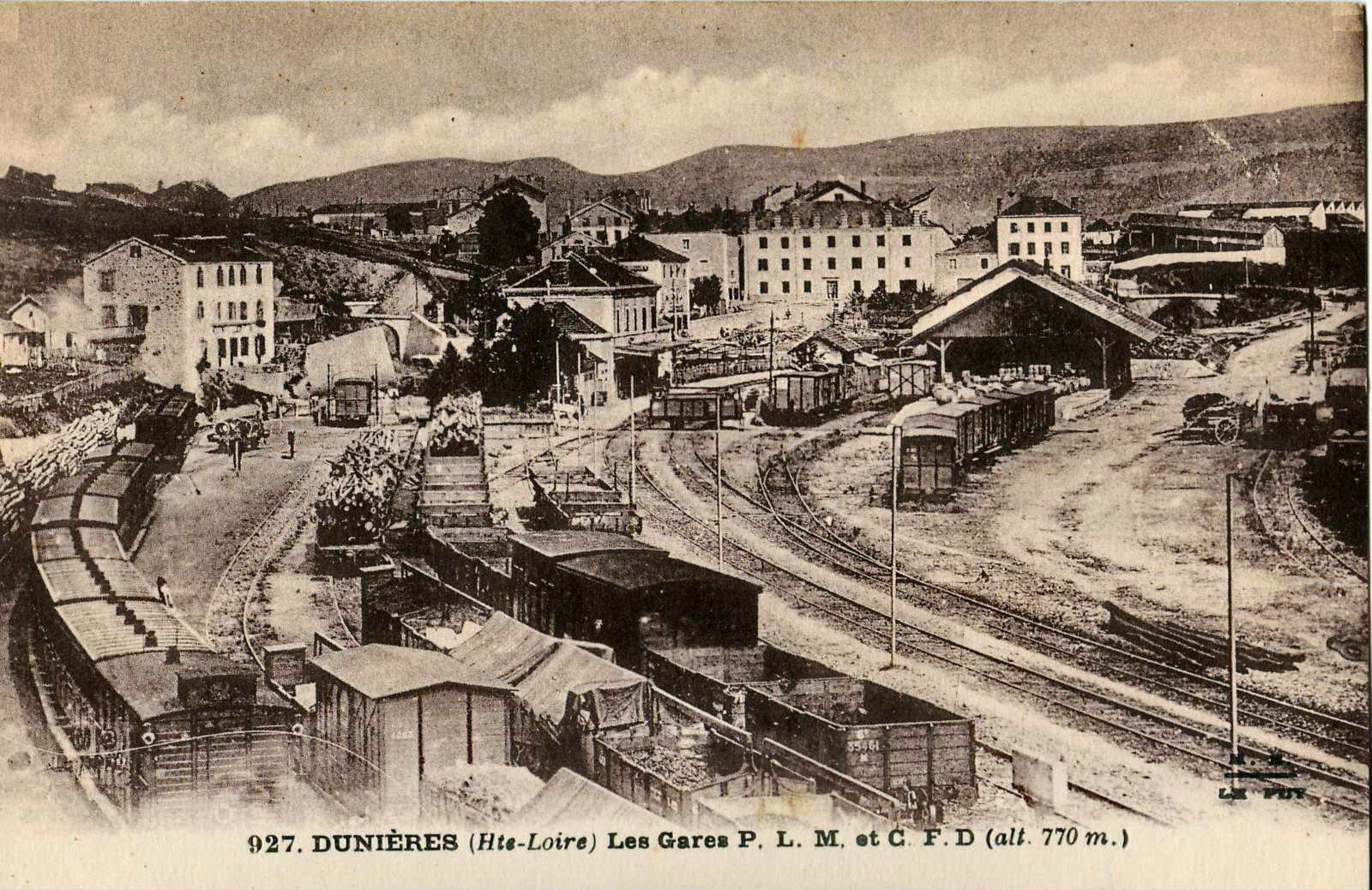
Bahnhöfe der beiden Eisenbahngesellschaften in Dunières auf einer alten Postkarte

Bis zum 16. Jahrhundert lebten die Bewohner ausschließlich von den Produkten und Erträgen des Bodens. Die um 1600 eingeführte Bandweberei blühte zwei Jahrhunderte lang, dann war es die Seidenverarbeitung (erste Fabrik im Jahr 1718), die Dunières zur Seidenhauptstadt im Velay machte.
Dann kam die Gründung von Webereien: 1903–1910. Der Fluss Dunière stellt mit seiner Antriebskraft einen Reichtum dar, den die örtlichen Eigentümer nicht versäumten, auszubeuten. Sein Verlauf wurde dann von Fabriken (Mühlen und Sägewerken) begleitet. Als Ursache und Folge dieser Industrietätigkeit entwickelten sich die Verkehrswege rasch: Verbesserung und Erweiterung des Straßennetzes in Richtung der großen Zentren Saint-Etienne und Annonay, Bau der 1885 eingeweihten Eisenbahnlinie Firminy-Annonay und Eröffnung der Eisenbahnlinie des Départements CFD (1902).

## Bevölkerungsentwicklung
| Jahr                       | 1962 | 1968 | 1975 | 1982 | 1990 | 1999 | 2006 | 2013 | 2020 |
| -------------------------- | ---- | ---- | ---- | ---- | ---- | ---- | ---- | ---- | ---- |
| Einwohner                  | 3227 | 3146 | 2996 | 3014 | 3009 | 2949 | 3025 | 2886 | 2665 |
| Quellen: Cassini und INSEE |      |      |      |      |      |      |      |      |      |

## Sehenswürdigkeiten
- Romanische Kirche Saint-Martin mit Ursprüngen aus dem 11. Jahrhundert, seit 1907 als Monument historique klassifiziert
- Turm, Überbleibsel der Burg Joyeuse aus dem 13. Jahrhundert, seit 2002 als Monument historique eingeschrieben
- Haus der Familie Malartre aus der zweiten Hälfte des 19. Jahrhunderts, seit 2002 als Monument historique eingeschrieben

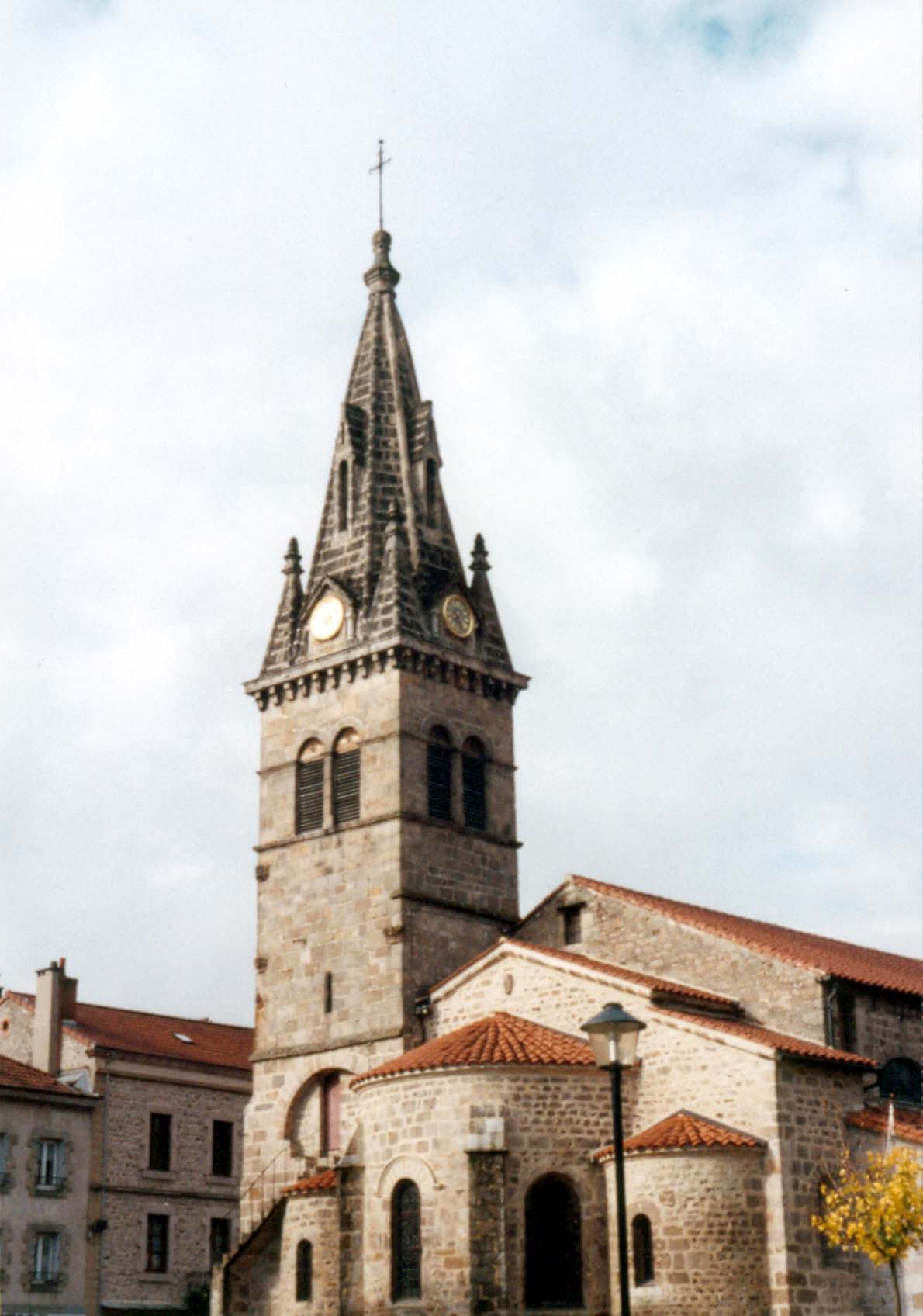
Kirche Saint-Martin
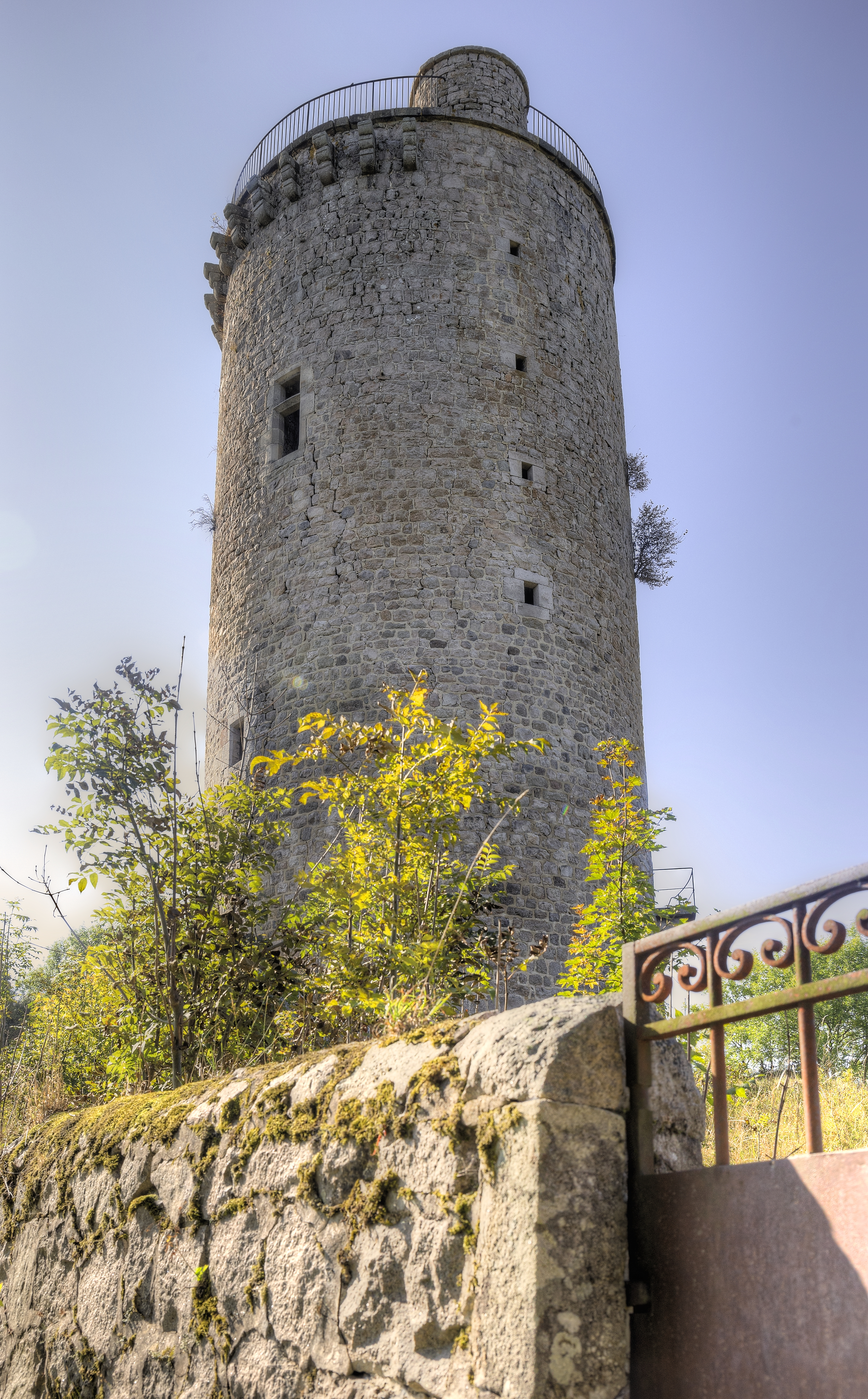
Turm der Burg Joyeuse

## Persönlichkeiten
- Pierre-Marie Durieux (1884–1947), römisch-katholischer Geistlicher und Erzbischof

## Verkehr
Die Departementsstraße D23 verbindet das Zentrum der Gemeinde mit Saint-Romain-Lachalm im Norden. Die Departementsstraße D 501, die ehemalige Route nationale 501, von Saint-Genest-Malifaux nach Montfaucon-en-Velay durchquert die Gemeinde von Nordost nach Südwest. Zwei Buslinien der regionalen Transportgesellschaft verbinden die Gemeinde mit Saint-Étienne, Saint-Agrève, Riotord und Yssingeaux.